# Tomas Diagne
Tomas Diagne là một nhà sinh vật học và nhà hoạt động người Sénégal, được biết đến với những nỗ lực bảo tồn rùa ở Châu Phi. Ông là người sáng lập Viện Chelonia Châu Phi, với mục đích "thúc đẩy việc bảo tồn lâu dài các quần thể rùa biển, rùa cạn và rùa đầm trên khắp lục địa Châu Phi".

## Tiểu sử

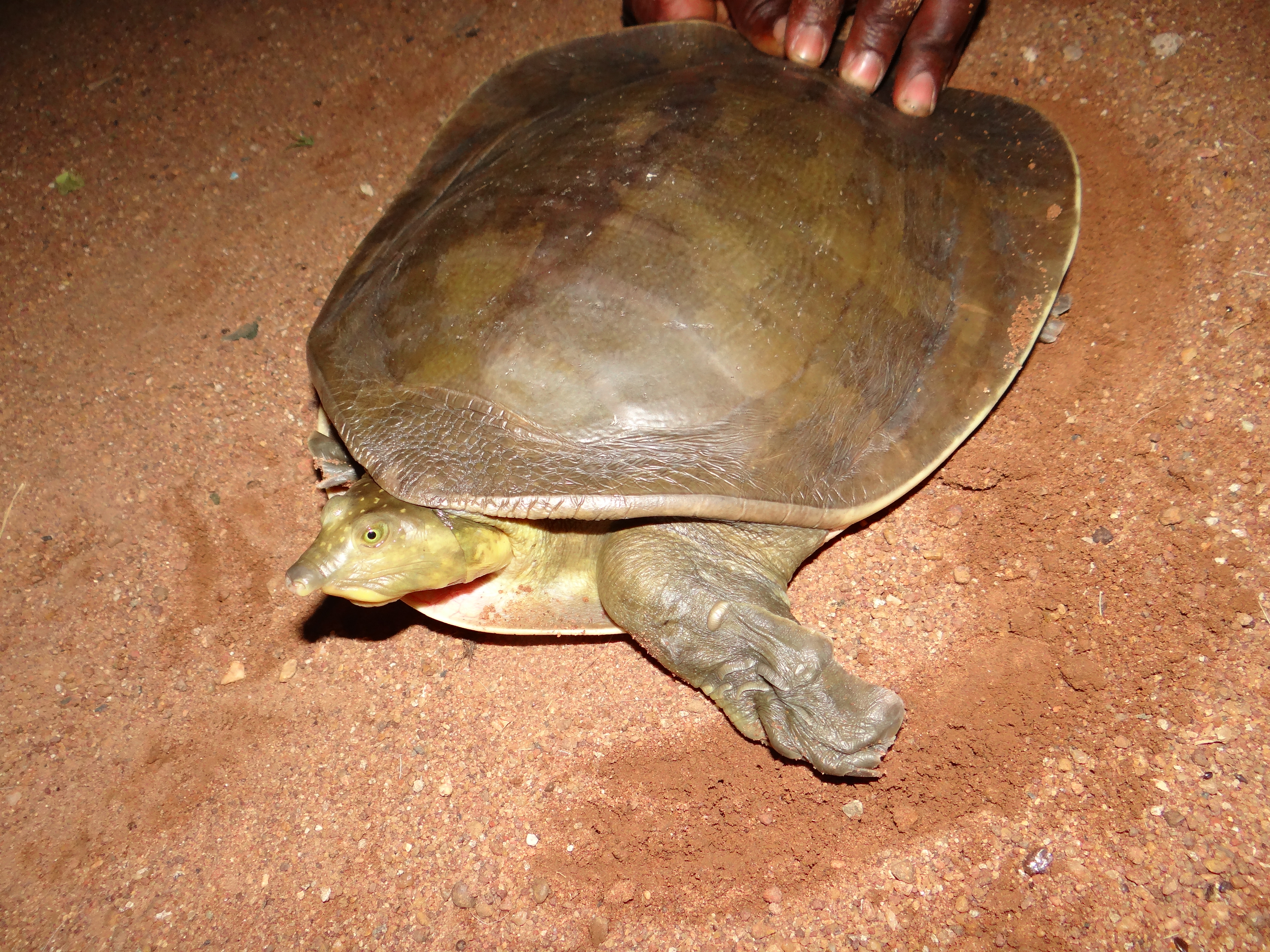
Cyclanorbis senegalensis, ảnh năm 2013 của Tomas Diagne

Diagne sinh ra trong một gia đình từng làm việc trong lĩnh vực quân sự và dân sự, nhưng ít quan tâm đến động vật hoang dã; tình yêu động vật đã giúp ông trở thành một nhà bảo tồn. Vào cuối những năm 1990, ông làm chủ tịch phân hội Châu Phi của Liên minh Sinh tồn Rùa. Một dự án lớn ban đầu (ông được trao Giải thưởng Rolex) là thành lập một trung tâm ở Noflaye để bảo vệ loài rùa đang bị đe dọa tuyệt chủng của Sénégal. Tại trung tâm (do ông thành lập cùng với người em họ Lamine), có tên là Village des Tortues, rùa bắt (đặc biệt là rùa châu Phi) được nhân giống; ông bắt đầu việc này khi 23 tuổi. Diagne nhằm mục đích lấp đầy những gì ông coi là một khoảng trống: mọi người quan tâm đến những động vật lớn hơn, nhưng ít quan tâm đến các loài bò sát như rùa biển và rùa cạn, mà theo ông, thực hiện các chức năng sinh thái quan trọng, bao gồm cả việc gieo hạt giống, duy trì đồng cỏ biển và cung cấp thức ăn cho các loài động vật khác bằng cách đẻ nhiều trứng và con non từ chúng.
Một trong những loài rùa bị đe dọa mà Diagne nghiên cứu là loài Cyclanorbis elegans. Khi được cho biết về xác của con vật, ông đã lái xe 1.200 dặm (1.900 km) qua Bờ Đông Hoa Kỳ để nhặt về; ông chôn nó ở sân sau nhà vợ và ba tháng sau đó ông dọn dẹp lại để trưng bày bộ xương tại Viện Chelonia Châu Phi ở Sénégal, do ông thành lập năm 2009. Ông nói, vào thời điểm đó, nó được coi là mẫu vật điển hình cuối cùng về loài này.

## Giải thưởng
Năm 1998, Diagne được trao Giải thưởng Rolex cho người "tiên phong trong việc bảo tồn". Năm 2019, Hội Địa lý Quốc gia trao cho ông Giải thưởng Buffet cho Lãnh đạo Bảo tồn ở Châu Phi. Cùng năm, ông nhận Giải thưởng Tusk về Bảo tồn ở Châu Phi do Hoàng tử William, Công tước xứ Cambridge trao tặng cùng với 26.000 USD, Diagne sau đó quyên tặng số tiền này cho Viện Chelonia.

## Đời tư
Diagne kết hôn với Lucy Keith-Diagne, một nhà sinh vật học nghiên cứu về lợn biển; bà và Tomas đồng sáng lập Quỹ Bảo tồn Thủy sản Châu Phi ở Sénégal, do Lucy điều hành.